# SMS Königsberg (1905)
Pour les autres navires du même nom, voir SMS Königsberg.
Le SMS Königsberg est un croiseur léger de la Marine impériale allemande lancé le 12 décembre 1905. Il appartenait à la classe Königsberg (1905) qui comprenait quatre navires. Il est baptisé d'après la ville de Königsberg en province de Prusse-Orientale.

## Service

### Croisières impériales
Le croiseur a été bâti au chantier naval impérial de Kiel pour un coût de 5 400 000 marks. Il entre en service le 6 avril 1907 et, après des voyages d'essai, sert à escorter le yacht impérial SMY Hohenzollern dans ses croisières annuelles. Il l'escorte ainsi à la régate de l'Elbe à la semaine de Kiel, puis pendant la croisière de Guillaume II, jusqu'au cap Nord. L'empereur allemand rencontre son cousin Nicolas II entre les 3 et 6 juin 1906, pour tenter sans succès de le persuader de se ranger du côté allemand et de se détourner de l'Alliance franco-russe. Il remplace ensuite le SMS Medusa et il est affecté au groupe de reconnaissance (Aufklärungsgruppe). Il se rend ensuite en novembre, avec le SMS Scharnhorst et le vapeur Sleipner en Angleterre, où le Kaiser part en visite, puis aux Pays-Bas. Il mène ensuite l'amiral Henri de Prusse (frère du Kaiser) et un corps d'officiers de marine aux funérailles du roi Oscar II de Suède et s'ancre à Malmö du 17 au 20 décembre 1907.
Le navire accompagne l'empereur à Heligoland en mars 1910, puis en Angleterre aux funérailles d'Édouard VII. Il escorte encore le yacht impérial, du 8 mars au 22 mai 1911, en Méditerranée. Guillaume II fait un pèlerinage en Terre sainte hautement politique, puis il se rend en visite officielle auprès de son cousin Georges V qui vient d'être intronisé. Le croiseur est remplacé le 10 juin 1911 par le SMS Kolberg et mis hors service quatre jours plus tard.

### Afrique orientale allemande et Première Guerre mondiale

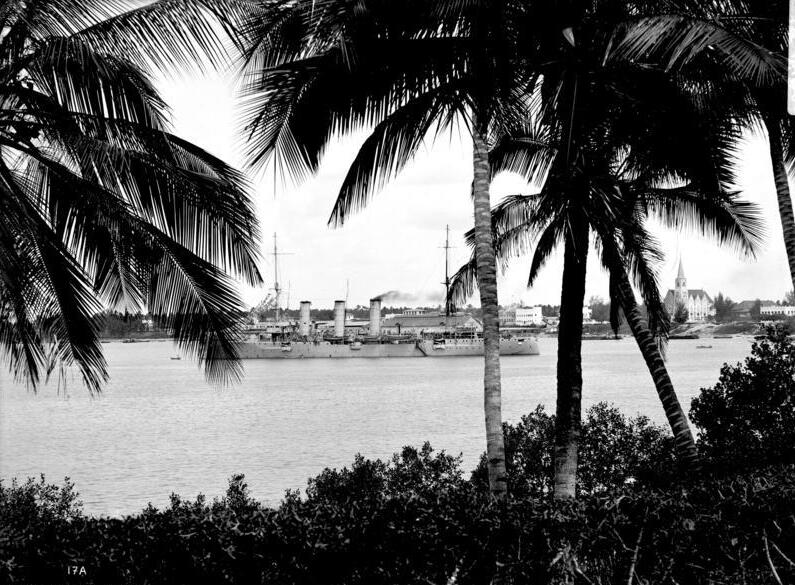
Le SMS Königsberg à Dar es Salam

Il reprend du service, après modernisation, du 22 janvier au 19 juin 1913, pour remplacer le SMS Mainz et repart ensuite en réparations. Le SMS Königsberg est affecté le 1er avril 1914 à la surveillance des côtes de l'Afrique orientale allemande. Il quitte Wilhelmshaven le 28 avril suivant, visite Almeria du 3 au 5 mai 1914, Cagliari le 7 et 8 mai, puis Naples du 9 au 12 mai, où il rejoint le navire amiral de la division de Méditerranée, le SMS Goeben. Le chef de la division lui ordonne ensuite de se rendre à Mersin (15-17 mai) et à Alexandrette (18-19 mai). Il atteint Port-Saïd le 21 mai et traverse le canal de Suez. Il s'arrête à Aden du 27 au 29 mai et arrive enfin à Dar es Salam le 6 juin 1914, toujours sous le commandement du capitaine Max Looff.
L'équipage, jusqu'alors peu entraîné aux missions de guerre, commence alors des missions d'entraînement, tandis que la montée des périls se précise. Le croiseur rencontre à Zanzibar (protectorat britannique) une escadre britannique venue du Cap le 31 juillet ; ce sont les HMS Astraea, HSM Pegasus et HSM Hyacinth qui ont pour mission de déloger le croiseur allemand. Celui-ci se dirige donc vers le sud à grande vitesse.
Ensuite la guerre commerciale navale débute dans l'océan Indien. Le 6 août 1914, le SMS Königsberg s'empare du navire de charge anglais City of Winchester, devant la côte d'Oman, puis il met le cap avec d'autres navires allemands, comme le paquebot Zieten, vers la côte des Somalis et le golfe Persique. Le Zieten est transformé en croiseur auxiliaire. La seule possibilité d'approvisionnement en charbon est de charbonner en Afrique orientale portugaise neutre ou de s'emparer de navires ennemis. Ne trouvant pas de prise, le croiseur met le cap sur Mahajanga à Madagascar, mais ne croise aucun navire, puis retourne dans le delta du Rufiji pour s'y cacher, le 3 septembre. Le fleuve est suffisamment profond pour qu'il puisse jeter l'ancre devant le village de Salele. Il parvient à se charger de charbon grâce à des allèges venus de Dar es Salam. Le capitaine Looff apprend le 19 septembre qu'un navire de guerre britannique est arrivé à Zanzibar et décide de l'attaquer.
C'est au petit matin du 20 septembre qu'il rencontre donc le croiseur protégé britannique HMS Pegasus qui a dû jeter l'ancre pour avarie devant Zanzibar. Il l'envoie par le fond avec trente-huit marins anglais et retourne à Salele le soir même.

### Bataille du delta du Rufiji

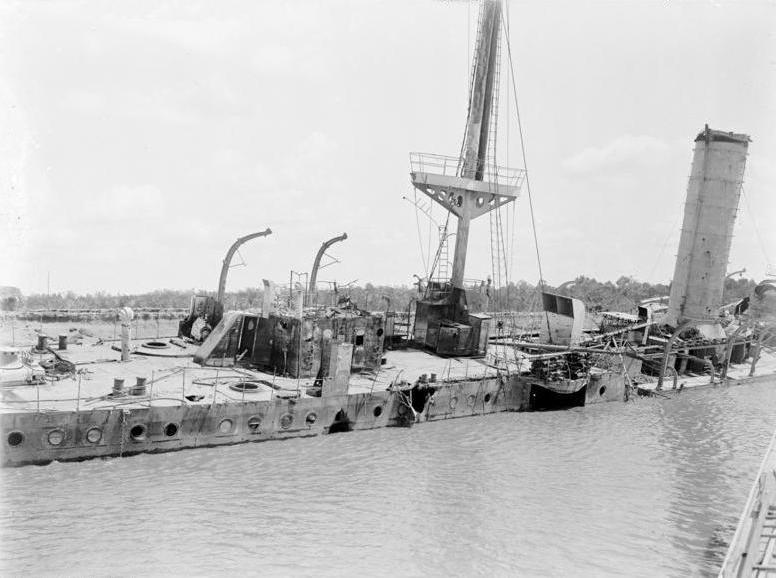
Photographie du SMS Königsberg coulé

Le commandant Looff choisit ensuite de s'emparer des paquebots des compagnies maritimes exploitant la ligne de l'Afrique du Sud, dans l'espoir d'obtenir assez de charbon pour retourner en Allemagne. Cependant la machinerie du bateau est en mauvais état et il n'y a pas de moyen de réparation à Salele. Des chaudières sont démontées pour que les pièces soient envoyées et réparées à Dar es Salam distant de 160 km. Les Britanniques patrouillent dans la région, arrêtent le Präsident, transformé en navire hôpital et soupçonné d'avoir approvisionné le SMS Königsberg. Finalement, ils mettent la main sur des informations à bord leur permettant de localiser le croiseur allemand. Celui-ci est découvert par le HMS Chatham (en) à la fin du mois d'octobre.
Entre-temps, le commandant Looff avait démonté une partie de l'armement du croiseur et avait placé ses canons de 10,5 cm à l'entrée du delta avec une partie de l'équipage à terre. Avant que les chaudières ne soient réparées, deux croiseurs supplémentaires anglais arrivent sur zone, le HMS Dartmouth et le HMS Weymouth, pour forcer l'entrée du delta. Ceux-ci ont néanmoins un tirant d'eau trop important pour remonter le fleuve. Fin novembre, le HMS Chatham parvient à s'approcher et à couler le Somali, bateau allemand ancré à côté, tandis que le SMS Königsberg remonte encore le fleuve en s'échappant, mais il est pris au piège.
Les Britanniques envoient d'abord un torpilleur plus léger qui est escorté pour remonter le fleuve, mais il est repoussé par les Allemands. Les Britanniques coulent un bateau, le Newbridge, pour bloquer le passage d'un des bras du delta et certains endroits sont minés ; mais c'est insuffisant, car les autres bras du delta offrent une possibilité de fuite au croiseur allemand. Un Curtiss anglais survole la région et localise le SMS Königsberg, le 19 novembre 1914, puis trois hydravions Short prennent des photographies. Le vieux navire de guerre HMS Goliath ne parvient pas à cause des marées à s'engager dans le delta.

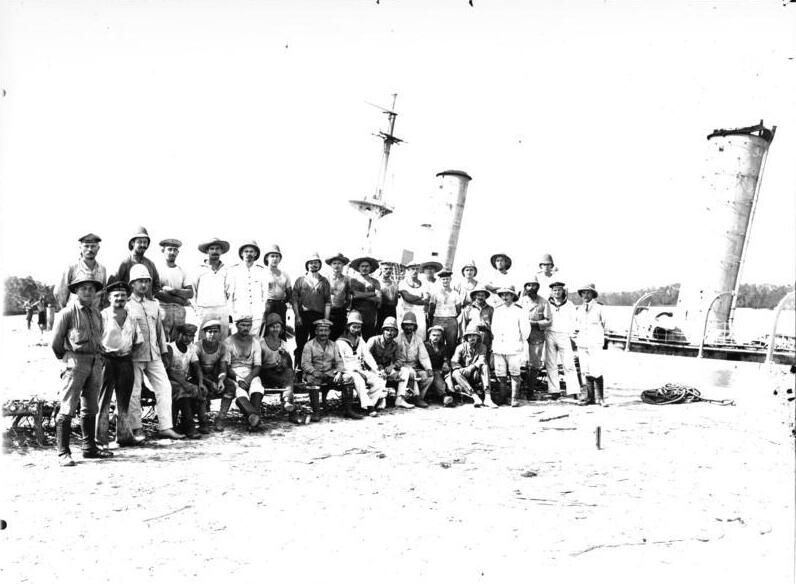
Photographie d'une partie de l'équipage en août 1915.

Le SMS Königsberg est dans une situation critique : manque de munitions, de nourriture, de charbon, de médicaments (l'équipage est frappé par le paludisme) et de pièces pour être réparé. On attend le Kronborg, ancien bateau de commerce anglais capturé par les Allemands, mais il est intercepté en chemin par le HMS Hyacinth et refoulé dans la baie de Manza, puis coulé. Une partie de son approvisionnement est toutefois repêchée et envoyée à terre par le chemin de fer et par porteurs, jusqu'au Königsberg. Un premier bombardement anglais a lieu, mais les Anglais sont repoussés.
Les Britanniques entre-temps font arriver sur zone des bateaux utilisables pour la région. Les monitors HMS Mersey et HMS Severn arrivent fin mai 1915, aidés de deux Caudrons et de deux avions Farman.
Ils retournent le 11 juillet sur la zone de l'engagement. Le Mersey et l'autre monitor frappent le Königsberg de leurs coups de canons de 152 mm. Ce dernier n'a plus que deux canons utilisables à 13 heures 30, dont l'un descend un avion anglais. Le croiseur est en feu, le capitaine et une partie de l'équipage sont sévèrement blessés. Aussi ordonne-t-il de saborder le navire. Il coule à 14 heures.

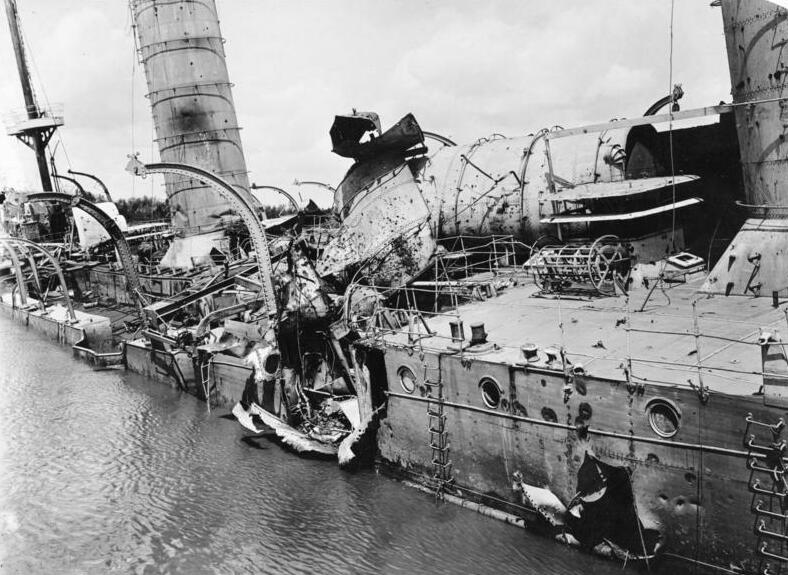
Photographie de l'épave du SMS Königsberg

Le lendemain, l'équipage enterre trente-huit de ses hommes. Ils ne sont plus que cent quatre-vingt-huit. L'armement restant et une partie de l'équipement utilisable sont acheminés et livrés aux forces terrestres de l'Afrique orientale allemande commandées par le lieutenant-colonel von Lettow-Vorbeck, auxquelles se joint le reste de l'équipage.
La Grande-Bretagne avait déployé un navire de ligne, neuf croiseurs, deux monitors et un croiseur auxiliaire pour venir à bout du SMS Königsberg.

### Après la bataille

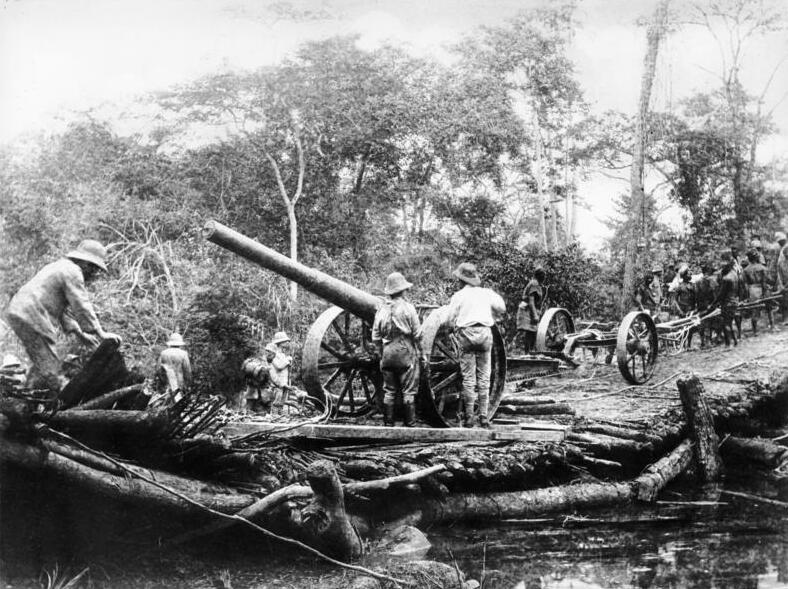
Vue de l'artillerie du SMS Königsberg en 1916

Les canons de 10,5 cm du Königsberg jouent par la suite un rôle important dans le déroulement de la guerre, car ce sont alors les éléments d'artillerie les plus importants des forces terrestres allemandes en Afrique orientale. Ils sont utilisés sur le théâtre des opérations pour défendre les fortifications du port de Dar es Salam et deux d'entre eux sont même remontés à bord du Graf von Götzen sur le lac Tanganyika.
L'épave, quant à elle, demeure sur place et disparaît finalement dans la vase en 1966. L'un de ses canons (10,5 cm) est aujourd'hui devant le fort Jesus à Mombasa, un autre à Pretoria et un troisième à Jinja, en Ouganda.
Le commandant Looff et quinze de ses anciens compagnons du Königsberg, sur les trente-deux survivants, ont eu l'honneur de participer à une parade avec Lettow-Vorbek (entretemps devenu général) à la porte de Brandebourg de Berlin, à leur retour en Allemagne en 1919.

## Commandants successifsdu Königsberg
- 6 avril 1907 - 30 septembre 1908 : Korvettenkapitän, puis Fregattenkapitän Otto Philipp (de) (1867-1941)
- 1er octobre 1908 - 30 novembre 1909 : Fregattenkapitän Adolf Kloebe (1867-1941)
- 1er décembre 1909 - septembre 1910 : Fregattenkapitän, puis Kapitän zur See Adolf von Trotha (1868-1940)
- Septembre 1910 - 14 juin 1911 : Paul Heinrich (de) (1871-1927)
- 22 janvier - 19 juin 1913 : Fregattenkapitän Heinrich Retzmann (de) (1872-1959)
- 1er avril 1914 - juillet 1915 : Fregattenkapitän Max Looff (1874-1954)

## Dans la fiction
- Dans la bande dessinée Les Éthiopiques de la série Corto Maltese, ce dernier est accueilli sur le Königsberg échoué par des soldats de l'armée britannique.

## Notes

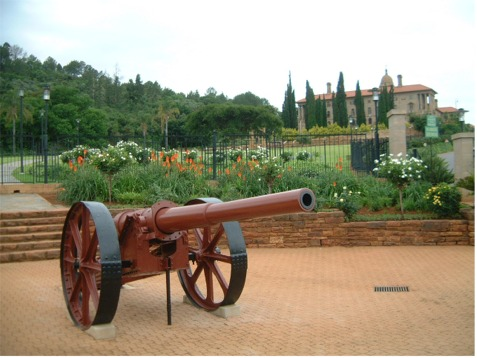
Vue de l'un des canons du SMS Königsberg à Pretoria

## Bibliographie

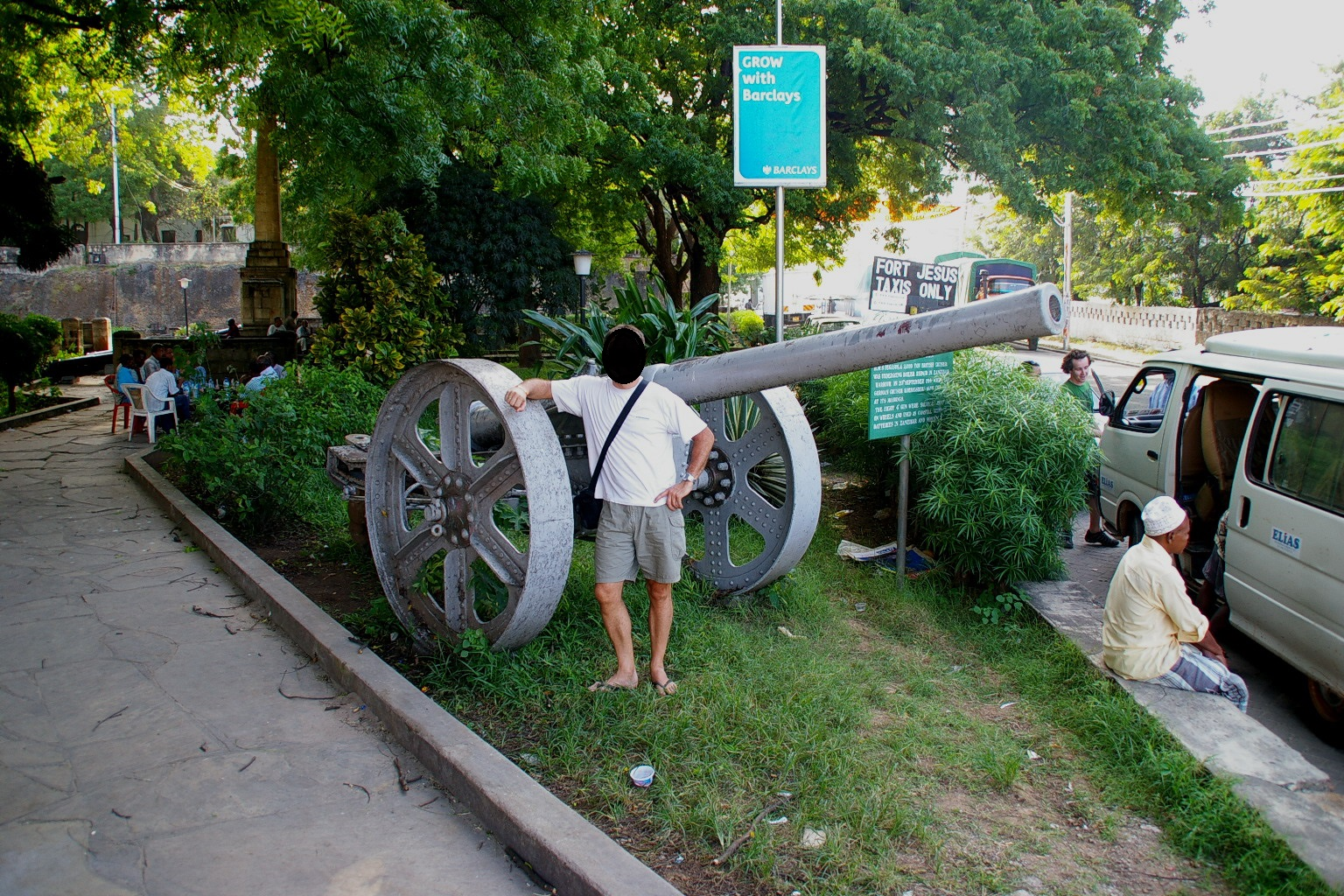
Vue d'un des canons du SMS Königsberg à Mombasa